# Wegestock Rubbelrather Weg-Um den Haag

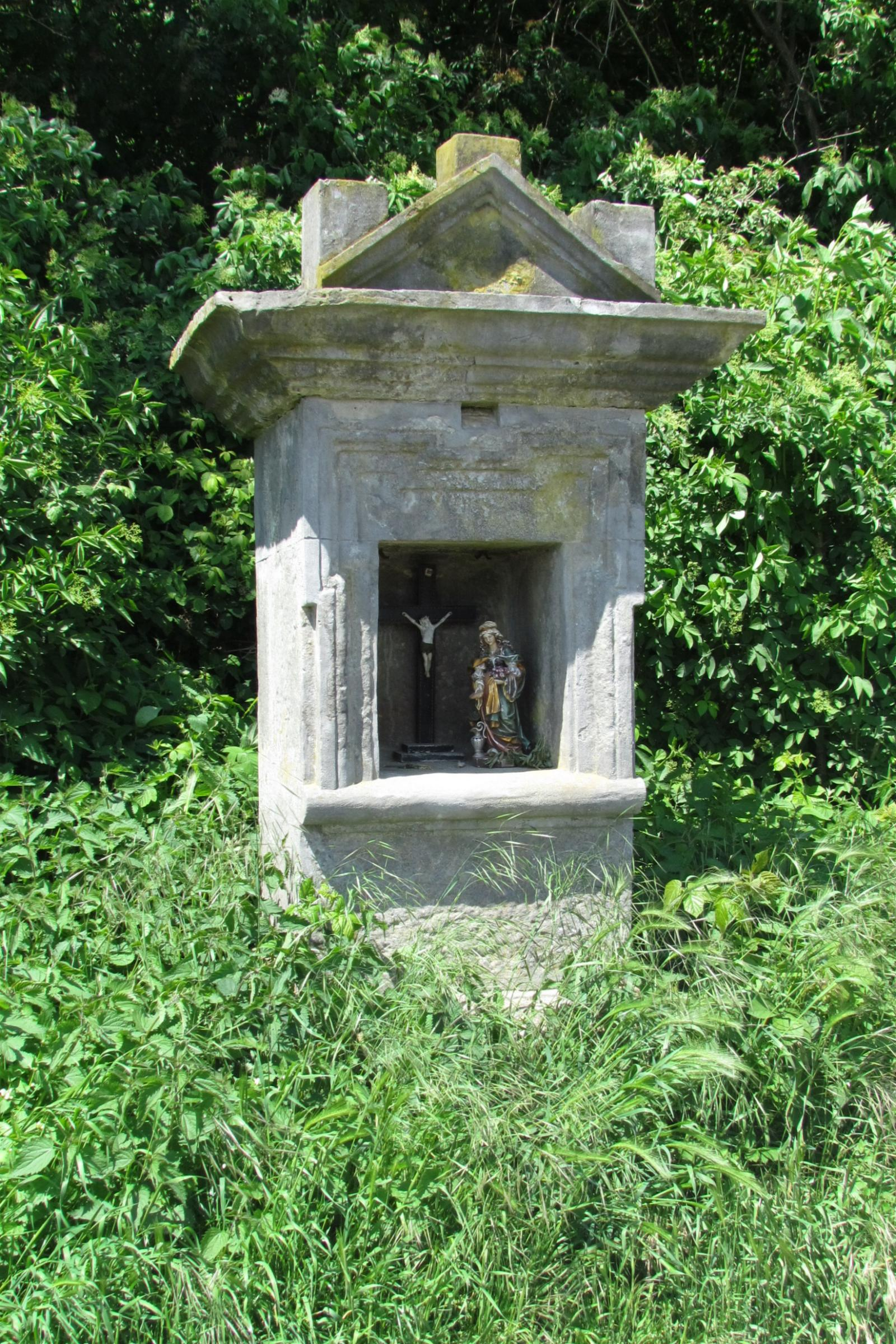
Wegestock

Der Wegestock Rubbelrather Weg – Um den Haag steht im Stadtteil Liedberg in Korschenbroich  im Rhein-Kreis Neuss in Nordrhein-Westfalen.
Der Wegestock wurde Anfang des 18. Jahrhunderts erbaut und unter Nr. 075 am 17. September 1985 in die Liste der Baudenkmäler in Korschenbroich eingetragen.

## Architektur
Der Bildstock wurde aus Sandstein gefertigt und steht auf quadratischem Sockel. Er hat eine tiefe Rechtecknische. Das hohe Kranzgesims ist übergiebelt. Das Kreuz fehlt.